# Помпонії

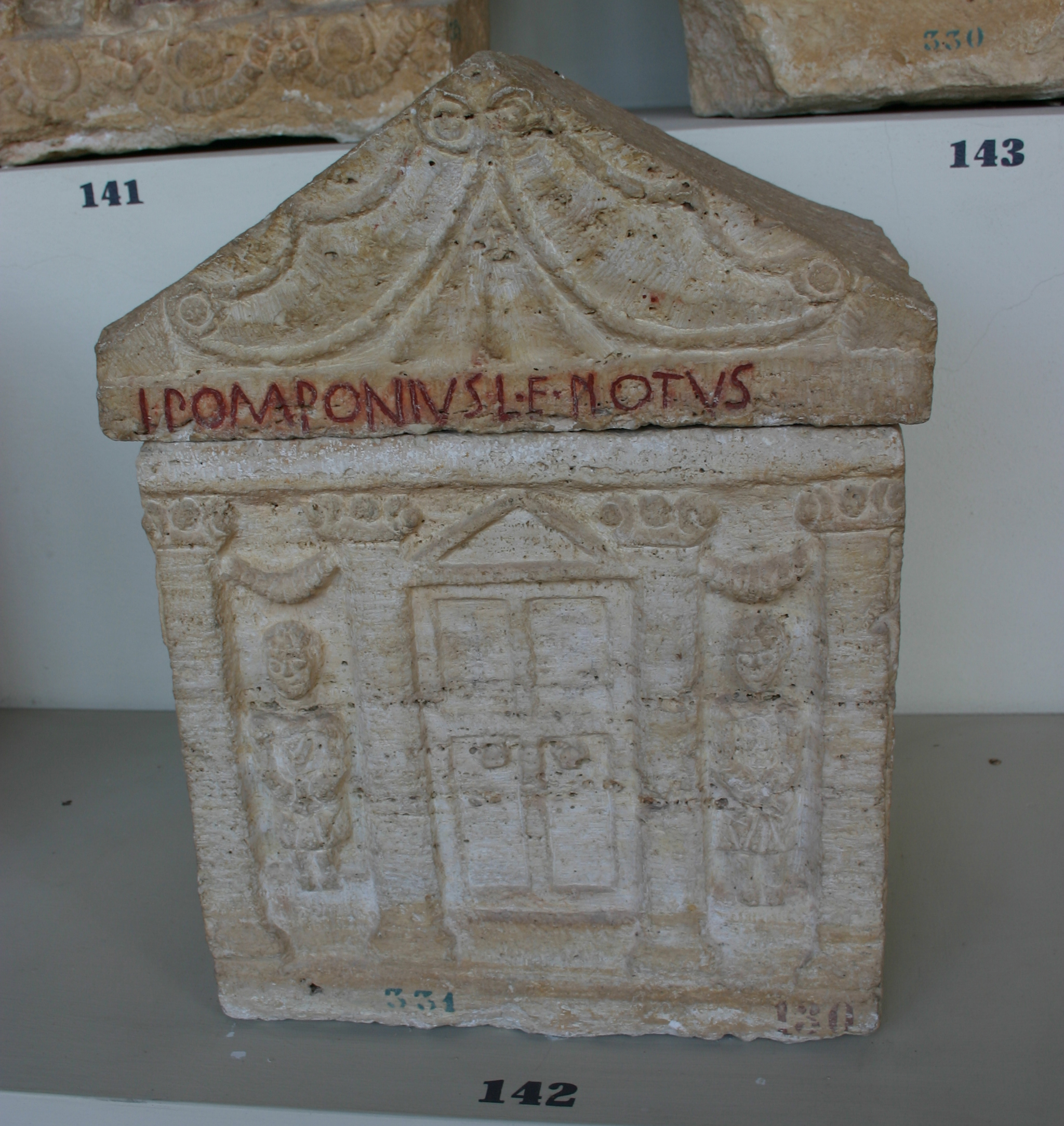
Етруська урна з прахом Помпонія Нотуса

Помилка Lua у Модуль:Navbar у рядку 61: Неприпустима назва {{subst:PAGENAME}}.
Рід Помпоній був плебейським родом у Стародавньому Римі. Його члени брали активну участь у політиці Римської республіки та в її імперські часи. Першим із роду, хто став відомим, був Марк Помпоній, який займав посаду народного трибуна у 449 р. до н.е. Першим, хто отримав посаду консула, був Маній Помпоній Матон в 233 році до н. е.

## Походження
В останні часи існування республіки для представників різних впливових родів було звичайним стверджувати про їх походження від діячів-засновників Риму; сподвижників Енея, Ромула або тих, хто прибули до Риму за часів царів. Помпонії стверджували, що походять від Помпо, одного із синів Нуми Помпілія, другого царя Риму, зображення якого з’являється на деяких їхніх монетах. Однак декілька інших родів також стверджували, що Нума є їхнім предком.
Помпо, яке стверджується як ім’я предка Помпіліїв, справді, було стародавнім преномен сабінського походження. Це був осканський еквівалент Квінта, дуже поширеного в ті часи імені. Вважається, що батька Нуми звали Помпо Помпілій, і очевидно, що номен Помпілій сам по собі був прізвищем по батькові, яке походить від Помпо. Помпоній, походить від прикметникової форми цього імені та еквівалента латинського імені Квінктілій. Таким чином, досить ймовірно, що якийсь предок Помпоній дійсно носив ім'я Помпо, хоча твердження, що він був сином Нуми, пізніше, може бути з’ясованим.  
Альтернативне пояснення, запропоноване на початку дев'ятнадцятого століття, полягало в тому, що назва могла походити від етруського кореня Pumpu або Pumpili. У своїй «Історії Етрурії» місіс Гамільтон Ґрей припустила, що Пумпу було ім’ям матері Нуми, яке було прийняте як прізвище відповідно до традиції, що була спільною для етруської та сабінської культур.

## Преномени
Помпонії використовували широкий спектр преноменів. Основними іменами були Марк, Луцій і Тит.  Кілька Помпоніїв також носили преномени Квінт, Публій і Секст. Відома родина Помпоній Матонів прихильно ставилася до Манія, і серед їх представників є окремі приклади Гая та Гнея.

## Гілки та псевдоніми
У найдавніші часи представники Помпоній не відрізнялись жодним прізвищем, і єдиний рід, який отримав визнання в часи республіки, носив прізвище Матон. На монетах ми також знаходимо когномени Моло, Муза та Руфус, але жодне з них не зустрічається у стародавніх авторів. Інші прізвища, знайдені під час Республіки, такі як Аттікус, були особистими псевдонімами. А вже численні прізвища, з'являються в пізніші часи Імперії.

## Представники

### Ранні Помпонії
- Марк Помпоній, народний трибун в 449 р. до н. е.
- Марк Помпоній, народний трибун в 362 році до н. е., висунув звинувачення проти Луція Манлія Капітоліна, диктатора попереднього року, але відкликав його після погроз сина диктатора, Тита Манлія Торквата.

#### Помпонії Руфи
- Луцій Помпоній Руф, дід консульського трибуна 399 р. до н. е.
- Луцій Помпоній L. f. Руф, батько консульського трибуна.
- Марк Помпоній Руф, військовий трибун з консульською владою у 399 р. до н. е.
- Квінт Помпоній Руф народний трибун в 395 р. до н. е., виступив проти заснування колонії у Вейях, за що його звинуватили та оштрафували через два роки.

#### Помпонії Матони
- Маній Помпоній Матон, дід консула 233 р. до н .е.
- Маній Помпоній Матон, батько консула 233 р. до н. е.
- Маній Помпоній Матон, консул у 233 р. до н. е.
- Марк Помпоній Матон, консул у 231 р. до н. е.
- Марк Помпоній M. f. M'. n. Матон, претор у 204 р. до н. е.

#### Помпонії Басси
- Тит Помпоній Басс, консул-суффект у 94 році н. е.
- Луцій Помпоній Басс, консул-суффект у 118 році н. е.
- Луцій Помпоній L. f. Басс Каскус Скрібоніан, консул-суффект між 128 і 143 роками н. е..
- Гай Помпоній C. f. Басс Теренціан, консул-суффект близько 193 році н. е..
- Помпоній Басс, консул у 211 році н. е., страчений Геліогабалом, щоб імператор міг одружитися з його вдовою, Анією Фаустиною.
- Тиберій Помпоній Басс, консул у 259 і 271 роках н. е.; в останній рік його колегою був імператор Авреліан.

### Інші Помпонії періоду республіки
- Помпонія, дружина Публія Корнелія Сципіона, мати Сципіона Африканського.
- Секст Помпоній, легат консула Тиберія Семпронія Лонга в 218 р. до н.е., (на початку Другої Пунічної війни).
- Тит Помпоній Вейентан, публікан, який як командувач деякими військами союзників у Південній Італії в 213 р. до н.е. напав на карфагенського генерала Ганно; він зазнав поразки і потрапив у полон.
- Марк Помпоній, міський претор у 161 р. до н.е., домігся указу сенату, який забороняв філософам і риторам жити в Римі.
- Марк Помпоній, близький друг Гая Гракха, який пожертвував собою, щоб дозволити Гракху втекти від переслідувачів у день його смерті, у 121 р. до н. е.
- Луцій Помпоній, драматург початку I століття до н. е.
- Марк Помпоній, едил 82 р. до н.е., демонстрував сценічні ігри, в яких з'являлася танцівниця Галерія Копіола у віці 13 або 14 років.
- Гней Помпоній, оратор із певною репутацією та трибун народу в 90 році до н.е., був страчений Суллою.
- Марк Помпоній, ім'я, помилково присвоєне Плутархом Марку Помпею, командувачу кавалерією Лукулла під час Третьої Мітрідатової війни.
- Марк Помпоній, легат Гнея Помпея під час війни проти піратів у 67 р. до н.е.; йому було доручено стежити за Лігурійським морем і синусом Галлікус .
- Тит Помпоній, батько Тита Помпонія Аттіка, вчений чоловік, який, володіючи значним майном, дав своєму синові вільну освіту.
- Тит Помпоній Аттік, політичний та громадський діяч, республіканець, прихильник оптиматів, фінансист, видавець часів занепаду республіки у Стародавньому Римі. .
- Pomponia T. f. , вийшла заміж за Квінта Тулія Цицерона.
- Цецилія Помпонія Аттіка, вийшла заміж за Марка Віпсанія Агріппу і стала матір'ю Віпсанії Агріппини, першої дружини Тиберія.
- Марк Помпоній Діонісій, вільновідпущеник Тита Помпонія Аттика.
- Квінт Помпоній Муза, монетар близько 66 р. до н. е.
- Публій Помпоній, супутник Публія Клодія Пульхера під час його смерті, у 52 р. до н. е.
- Марк Помпоній командував флотом Цезаря в Месані; більшу частину флоту спалив Гай Кассій Лонгін під час громадянської війни в 48 р. до н. е.
- Помпоній, заборонений тріумвірами в 43 р. до н. е., він утік з Риму під виглядом претора в супроводі рабів, які грали роль лікторів.

### Помпонії часів імперії
- Публій Помпоній Грецин, консул-суффекту 16 році нашої ери, був другом Овідія та братом Луція Помпонія Флакка, який був консулом наступного року.
- Помпонія Грецина вийшла заміж за Авла Плавція, першого правителя Британії.
- Луцій Помпоній Флакк, консул у 17 році н. е., був другом Тиберія та братом Публія Помпонія Грецина, який був консулом минулого року.
- Марк Помпоній Марцелл, відомий граматик і адвокат під час правління Тиберія.
- Помпоній Лабеон, намісник Мезії під час правління Тиберія, був засуджений імператором за погане управління та поклав кінець своєму життю в 34 р. н. е.
- Публій Помпоній Секунд, державний та військовий діяч Римської імперії, поет, консул суффект у 44 році н. е., пізніше переміг Хатті.
- Квінт Помпоній Секунд, брат драматурга, консул-суффект у 41 році н. е., наступного року приєднався до повстання Камілла Скрібоніана.
- Помпоній Мела, географ, який, ймовірно, жив під час правління Клавдія.
- Помпонія Дехаріс, можливо, вільновідпущениця, яка була похована в гробниці Євмахії в Помпеях. Вона була прийомною матір'ю Аллея Нігідія Майя, який став одним із найбільш шанованих покровителів міста.
- Гай Помпоній Пій, консул-суффект у 65 році н. е.
- Гай Помпоній, консул-суффект у 74 році н. е.
- Квінт Помпоній Руф, консул-суффект у 95 році н. е.
- Луцій Помпоній Матерн, консул-суффект у 97 році н. е.
- Гай Помпоній Пій, консул-суффект у 98 році н. е.
- Гай Помпоній Руф Ацілій     Пріск Целій Спарс, суффектус у 98 р. н. е. та проконсул Африки в 112/113 роках н. е.
- Помпоній Маміліан, консул-суффект у 100 році н. е.
- Квінт Помпоній Марцелл, консул-суффект у 121 році н. е.
- Луцій Помпоній Сільван, консул-суффект у 121 році н. е.
- Тіт Помпоній Антистіан  Фунісулан Веттоніан , консул-суффект у 121 році н. е.
- Квінт Помпоній Матерн,  консул-суффект у 128 році н. е.
- Секст Помпоній, юрист, діяв за часів Адріана.
- Гай Помпоній Камерін, консул у 138 році н. е.
- Квінт Помпоній Муза, консул у 158 році н. е.
- Тіт Помпоній Прокул Вітразій Полліон, консул у 178 році н. е.
- Помпоній Порфіріон, важливий коментатор поета Квінта Горація Флакка.
- Помпоній Фаустиніан, правитель Єгипту з 185 по 187 рік н. е.
- Луцій Помпоній Лібераліс, консул-суффект у 204 році н. е.
- Помпонія Руфіна, Весталка, страчена Каракаллою.
- Марк Помпоній Мецій Проб, консул-суффект у 228 році н. е.
- Помпоній Януаріан, консул у 288 році н. е.